# Balard (Métro Paris)

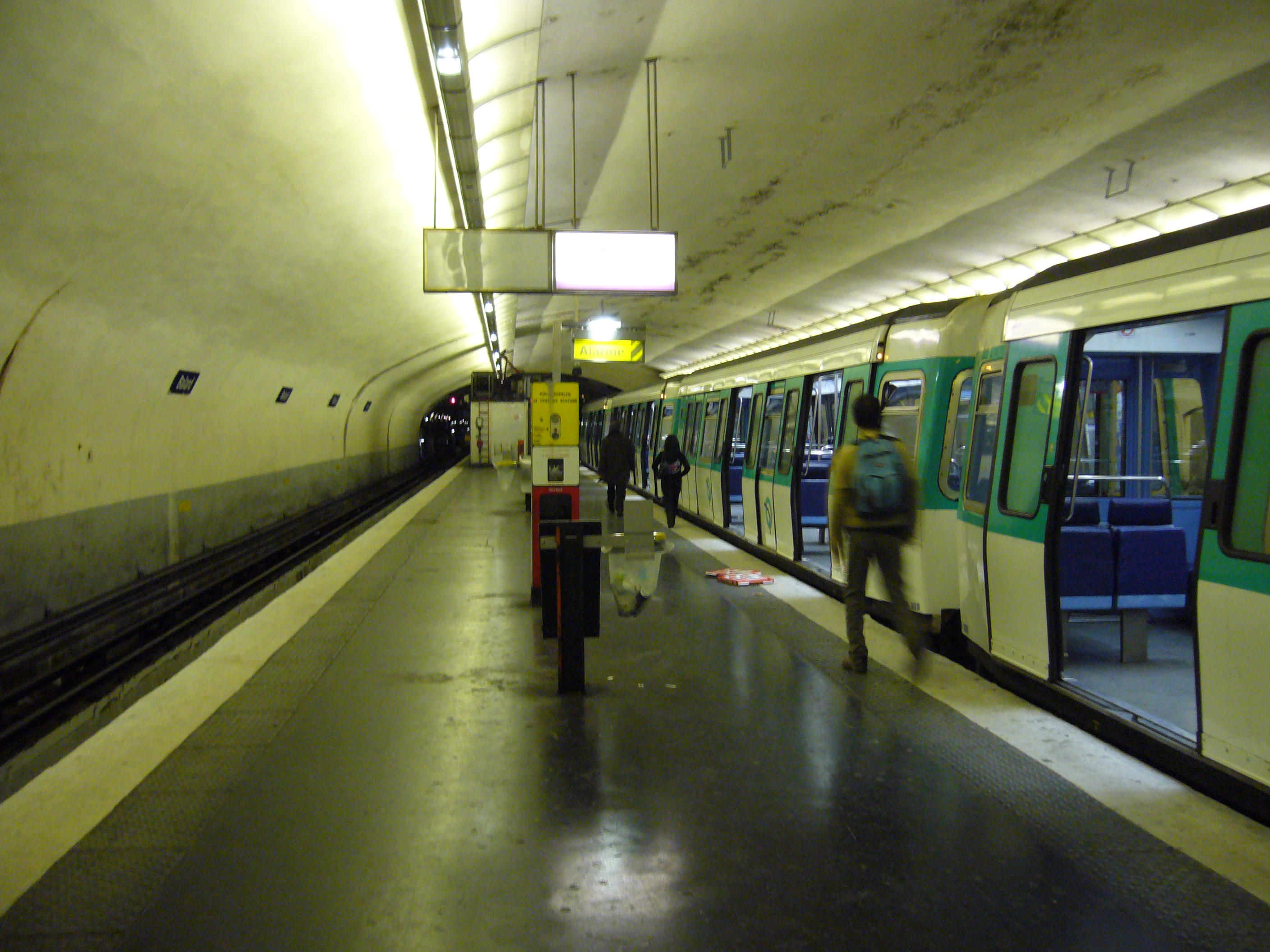
Eingefahrener Zug der Baureihe MF 77 am westlichen Gleis de Mittelbahnsteigs

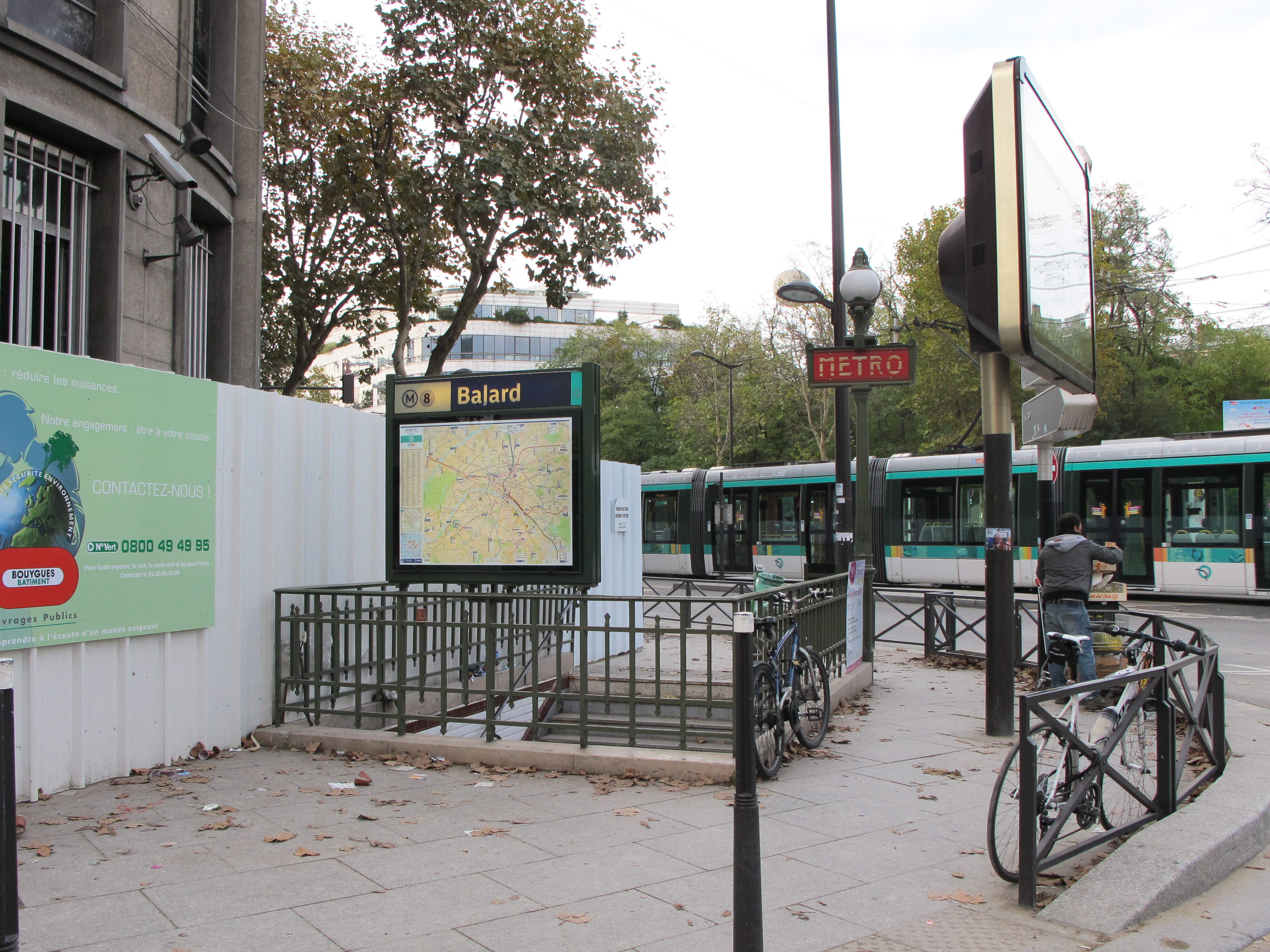
Zugang mit Art-déco-Kandelaber, im Hintergrund ein Straßenbahnzug der Linie 3a

Der U-Bahnhof Balard [balaʁ] ist eine unterirdische Station und zugleich südwestlicher Endpunkt der Linie 8 der Pariser Métro. An der gleichnamigen oberirdischen Haltestelle kann zur Linie 3a der Pariser Straßenbahn umgestiegen werden, an der nahen Haltestelle „Suzanne Lenglen“ zu deren Linie 2.

## Lage
Die Station befindet sich im Quartier de Javel des 15. Arrondissements von Paris. Sie liegt längs unter der Avenue de la Porte de Sèvres südlich des kreuzenden Straßenzugs Boulevard du Général Martial Valin – Boulevard Victor, der zu den Boulevards des Maréchaux gehört.

## Name
Namengebend ist die nahe Place Balard. Der Chemiker Antoine-Jérôme Balard (1802–1876) entdeckte 1826 das Element Brom.

## Geschichte und Beschreibung
Am 27. Juli 1937 wurde die Station in Betrieb genommen, als der Abschnitt von La Motte-Picquet – Grenelle bis Balard der Linie 8 eröffnet wurde. An jenem Tag wurde deren alte Linienführung von La Motte-Picquet – Grenelle nach Porte d’Auteuil aufgegeben und dieser Streckenabschnitt der Linie 10 zugeordnet.
Die unter einem elliptischen Gewölbe liegende Station wurde von Anbeginn mit einer Länge von 105 m, ausreichend für Sieben-Wagen-Züge, errichtet. Sie hat drei Gleise an einem Seiten- und einem Mittelbahnsteig. Am Seitenbahnsteig können nur ankommende Züge halten, abfahrende an beiden Gleisen des Mittelbahnsteigs. Das mittlere Gleis kann in beiden Richtungen befahren werden, es wird in der Regel von den ankommenden Zügen benutzt, die dort kopfmachen. Südlich der Station schließt eine viergleisige Wende- und Abstellanlage an, nördlich befindet sich ein einfacher Gleiswechsel.
Zwei Eingänge liegen nahe der Haltestelle der Straßenbahnlinie T3a, beiderseits der Avenue de la Porte de Sèvres an deren Einmündung in die Boulevards des Maréchaux. Sie sind durch von Adolphe Dervaux im Stil des Art déco entworfene Kandelaber mit dem Schriftzug METRO markiert. Ein dritter Zugang liegt am südlichen Stationsende, er dient u. a. den Umsteigern zur Straßenbahnlinie 2.

## Fahrzeuge
Trotz der Länge der Bahnsteige wurden stets nur Fünf-Wagen-Züge eingesetzt, da fünf Stationen der Linie 8 nach wie vor nur 75 m lang sind. Bis 1975 verkehrten Züge der Bauart Sprague-Thomson. In jenem Jahr kamen MF-67-Züge auf die Linie, die ab 1980 durch die Baureihe MF 77 ersetzt wurden.

## Umgebung
Zwischen 2009 und 2015 entstand mit dem Hexagone Balard an der Métrostation ein spektakulärer Neubau des französischen Verteidigungsministeriums.